# Aurore Lalucq

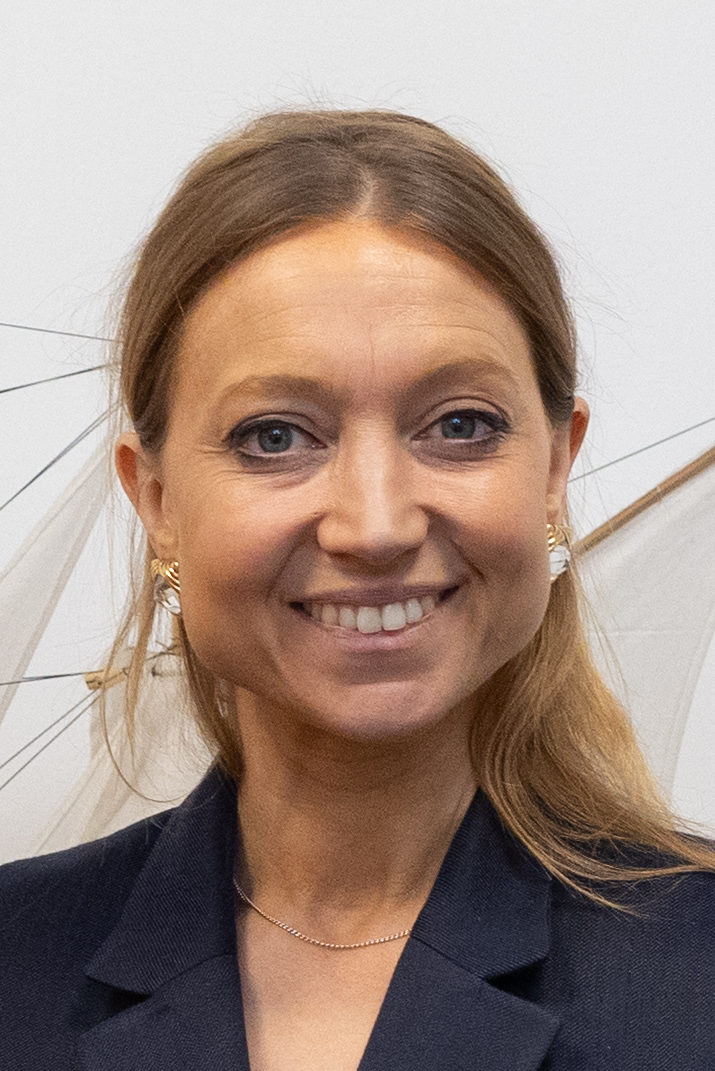
Aurore Lalucq (2025)

Aurore Lalucq (* 17. April 1979 in Longjumeau, Département Essonne) ist eine französische Ökonomin und Politikerin (Place publique). Seit 2019 ist sie Mitglied des Europäischen Parlaments.

## Leben
Aurore Lalucq studierte an der Université Paris 1 Panthéon-Sorbonne Entwicklungsökonomie und internationale Wirtschaft. Von 2006 bis 2010 war sie Programmverantwortliche am Institut de recherche et débat sur la gouvernance (IRG). Von 2011 bis zu ihrem Einzug ins Europaparlament leitete sie als Ko-Direktorin das Institut Veblen, eine Denkfabrik zu Ökonomie und Ökologie. Als Ökonomin arbeitete sie mit James K. Galbraith und Yanis Varoufakis zusammen. Mit Gaël Giraud und anderen veröffentlichte sie 2014 eine Streitschrift unter dem Titel Produire plus, polluer moins („Mehr produzieren, weniger verschmutzen“).
Im Vorfeld der französischen Präsidentschaftswahl 2017 machte Lalucq Wahlkampf für den Kandidaten Benoît Hamon von der Parti socialiste (PS) und fungierte als seine Koordinatorin für den ökologischen Übergang. Nachdem Hamon die PS verlassen und die Partei Génération.s gegründet hatte, wurde Lalucq deren Sprecherin. Im Vorfeld der Europawahl 2019 trat sie jedoch zu der von Raphaël Glucksmann geführten Partei Place publique über.
Über die Liste Envie d'Europe écologique et sociale („Lust auf ein ökologisches und soziales Europa“), zu der sich Place publique und PS zusammengeschlossen hatten, zog sie ins Europäische Parlament ein. Dort gehört sie der Fraktion der Progressiven Allianz der Sozialdemokraten (S&D) an. Sie vertritt ihre Fraktion als Mitglied im Ausschuss für Wirtschaft und Währung und in der Delegation für die Beziehungen zu den Vereinigten Staaten.

## Werke (Auswahl)
- Les banquiers contre les banques : le rôle de la criminalité en col blanc dans les crises financières. Editions Charles Léopold Mayer, 2015.
- Faut-il donner un prix à la nature ? (mit Jean Gadrey) Les Petits matins, 2015.
- Lettre aux gilets jaunes : pour un New Deal vert. Les Petits matins, 2019.